# Diplocephalus crassilobus
Diplocephalus crassilobus är en spindelart som först beskrevs av Simon 1884.  Diplocephalus crassilobus ingår i släktet Diplocephalus och familjen täckvävarspindlar. Inga underarter finns listade i Catalogue of Life.